# Senzeni Na?
Senzeni Na? (français : "qu'avons nous fait") est une chanson traditionnelle sud africaine contre l'apartheid. Cette chanson en xhosa et zulu est souvent chantée lors des funérailles, des manifestations et dans des églises. L'activiste Duma Ndlovu a comparé l'influence de “Senzeni Na?” à celui de la chanson de révolte "We Shall Overcome".

## Paroles
La chanson étant de tradition orale, les paroles existent également dans d'autres versions.
| Xhosa/Zulu Senzeni na? Sono sethu, ubumyama? Sono sethu yinyaniso? Sibulawayo Mayibuye i Africa |  |  | Traduction française Qu'avons nous fait ? Notre péché est d'être noir ? Notre péché est la vérité ? On nous tue Que l'Afrique revienne |